# 新竹街道
新竹街道，是中华人民共和国广西壮族自治区南宁市青秀区下辖的一个乡镇级行政单位。

## 行政区划
新竹街道下辖以下地区：
大板一社区、大板二社区、新竹社区、思贤社区、民族大道中段社区、鲤湾路社区、东葛路社区、民生东社区、民族宫社区、纬武社区、农林社区、民主路社区、民主东社区、建园社区、建政社区和葛麻村。